# Никс (компания)
«Никс» — российская компания, основанная в 1991 году, специализируется на оптовой и розничной торговле компьютерной техникой, также занимается сборкой компьютеров под собственной торговой маркой. Главный офис и шесть розничных магазинов (на 2019 г.) находятся в Москве. Продолжает развиваться сеть магазинов в других городах России: в том числе Воронеж, Саратов, Тверь, Омск, а по Московской области — в городах Балашиха, Долгопрудный, Королёв, Красногорск, Люберцы, Мытищи, Одинцово. Обладает большим числом региональных дилеров, часть которых использует название «Никс-» с суффиксом по названию города.
Основатели — выпускники МФТИ, первоначально решившие назвать компанию «Феникс» (от слов «Феноменальная наука и компьютерные системы», но затем сократившие название до «Никс» в том числе из-за наличия большого числа иных компаний самого разного направления деятельности, содержавших слово Феникс в своём названии). В середине 1990-х годов компания стала одним из акционеров ОАО «Проектмашприбор», в чьём здании и расположены офис и розничный магазин фирмы.
С 2004 года компания ежегодно занимает высокие позиции в читательском опросе iXBT.com «Бренд года» в номинации «Лучшая розничная компания года» (первое место — в 2009 году, в 2014 году — четвёртое). С 2005 по 2012 год компания включалась в четвёртый — пятый десяток рейтинга ста крупнейших ИТ-компаний России по версии CNews.

## Участие в подготовке научных кадров
С 1999 года компания «Никс» и кафедра математических основ управления ФУПМ МФТИ совместно организовали и проводят для заинтересованных студентов всех факультетов института технические спецкурсы по следующим направлениям: «Объектное бизнес-программирование» и «Парадигмы бизнес-программирования: базы данных и SQL». В летнее время студентов (не только МФТИ) приглашают на оплачиваемую стажировку в компании. Успевающим студентам дополнительно выплачивается стипендия от компании, а выпускники курсов имеют некоторое преимущество при трудоустройстве в неё по инженерным специальностям.
Компания также неоднократно участвовала в проведении олимпиад и иных просветительских мероприятий для школьников по математике и информатике, сотрудничала и с рядом других кафедр МФТИ (в частности, деканатом ФМБФ и кафедрой молекулярной физики МФТИ)

## Критические отзывы
В критических отзывах отмечались усложнённый процесс бесплатного предоставления товара во временное использование для прессы, неоправданные меры безопасности при выдаче товара по доверенности.